# Morgado (doce)
Morgado é um doce tradicional português, geralmente feito com base numa massa de amêndoas moídas, recheada com doces de ovos. Faz parte da doçaria conventual. 